# Eburodacrys asperula
Eburodacrys asperula là một loài bọ cánh cứng trong họ Cerambycidae.